# Röntgenlaser

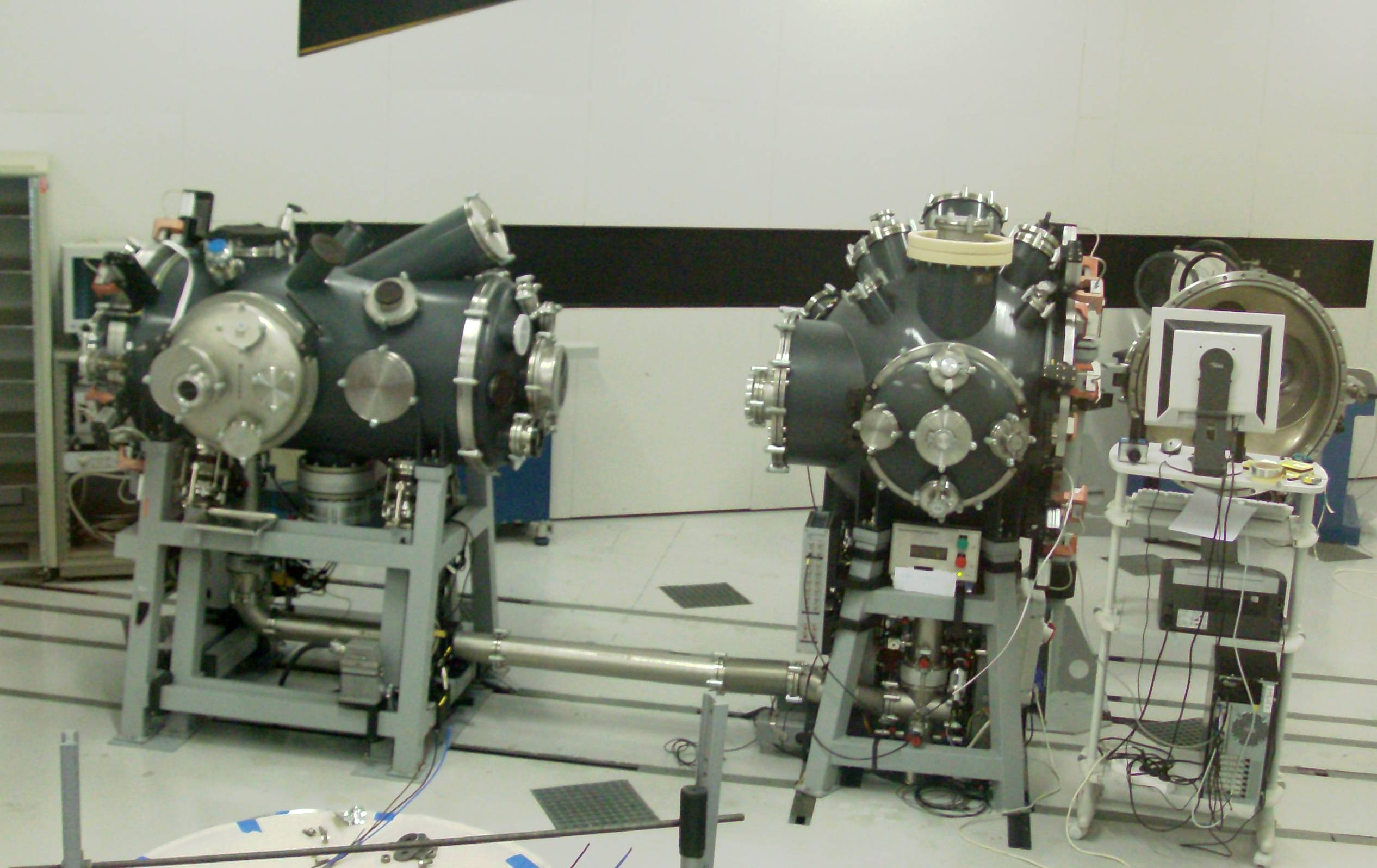
En röntgenlaser.

Röntgenlaser, xaser (engelska: X-ray laser), är ett aggregat för stimulerad emission av elektromagnetisk strålning av mycket hög frekvens, från högfrekvent ultraviolett strålning till röntgenstrålning, till skillnad från en vanlig laser, som sänder ut ljus av synliga frekvenser.